# Aleksandr Borodín
Aleksandr Borodín (rus: Александр Порфирьевич Бородин)  (Sant Petersburg, 31 d'octubre de 1833 (Julià) - Sant Petersburg, 15 de febrer de 1887 (Julià)), nom complet amb patronímic Aleksandr Porfírievitx Borodín, fou un compositor i químic rus, destacat entre els compositors del nacionalisme rus, també conegut com el Grup dels Cinc. Borodín és conegut sobretot per les seves simfonies, els dos quartets de corda, el poema simfònic En les estepes de l'Àsia central i l'òpera El príncep Ígor.
Metge i químic de professió i formació, Borodín va fer importants contribucions primerenques a la química orgànica. Encara que actualment és més conegut com a compositor, considerava la medicina i la ciència com les seves ocupacions principals, i practicava la música i la composició només en el seu temps lliure o quan estava malalt. Com a químic, Borodín és sobretot conegut pel seu treball sobre la síntesi orgànica i per ser un dels primers químics a demostrar la substitució nucleòfila, a més de ser el co-descobridor de la reacció aldòlica. Borodín va ser un promotor de l'educació a Rússia i va fundar l'⁣Escola de Medicina per a Dones a Sant Petersburg, on va ensenyar fins al 1885.

## Biografia

### Família i vida personal
Borodín va néixer a Sant Petersburg com a fill il·legítim d'un noble georgià de 62 anys, Luka Stepanovich Gedevanishvili, i d'una dona russa casada de 25 anys, Evdokia Konstantinovna Antonova. A causa de les circumstàncies del naixement d'Alexandre, el noble el va fer registrar com a fill d'un dels seus serfs russos, Porfiri Borodín, d'aquí el cognom rus del compositor. Com a resultat d'aquest registre, tant Alexandre com el seu pare rus nominal Porfiry eren oficialment serfs del pare biològic d'Alexandre, Luka. El pare georgià va emancipar Alexandre de la servitud quan tenia 7 anys i li va proporcionar habitatge i diners a ell i a la seva mare. Malgrat això, Alexander mai va ser reconegut públicament per la seva mare, a qui el jove Borodín es referia com la seva "tia".
Malgrat la seva condició de plebeu, Borodín va ser ben proveït pel seu pare georgià i va créixer en una gran casa de quatre pisos, que el noble va regalar a Alexandre i a la seva "tia". Encara que el seu registre va impedir la inscripció en un gimnàs adequat, Borodín va rebre una bona educació en totes les assignatures a través de tutors privats a casa. Durant 1850 es va matricular a l'Acadèmia Mèdico-Quirúrgica de Sant Petersburg, que més tard va ser el lloc de treball d'Ivan Pàvlov, i va seguir una carrera en química. Quan es va graduar, va passar un any com a cirurgià en un hospital militar, seguit de tres anys d'estudis científics avançats a Europa occidental.
Durant 1862, Borodín va tornar a Sant Petersburg per començar una càtedra de química a l'Acadèmia Mèdico-Quirúrgica Imperial i va dedicar la resta de la seva carrera científica a la recerca, donant conferències i supervisant l'educació dels altres. Finalment, va establir cursos de medicina per a dones el 1872.
Va rebre una bona educació incloent-hi classes de piano, no obstant la seua àrea d'especialització va ser la química, per la qual cosa no va rebre classes formals de composició fins a 1863, quan es va convertir en deixeble de Mili Balàkirev.
Es va casar amb Ekaterina Protopopova, una pianista, durant l'any 1863, amb qui va adoptar diverses filles. La música va seguir sent una vocació secundària per a Borodín a més de la seva carrera principal com a químic i metge. Va patir mala salut, després d'haver superat el còlera i diverses insuficiències cardíaques lleus. Va morir sobtadament durant un ball a l'acadèmia i va ser enterrat al cementiri Tikhvin del monestir d'Alexandre Nevski a Sant Petersburg

### Carrera com a químic

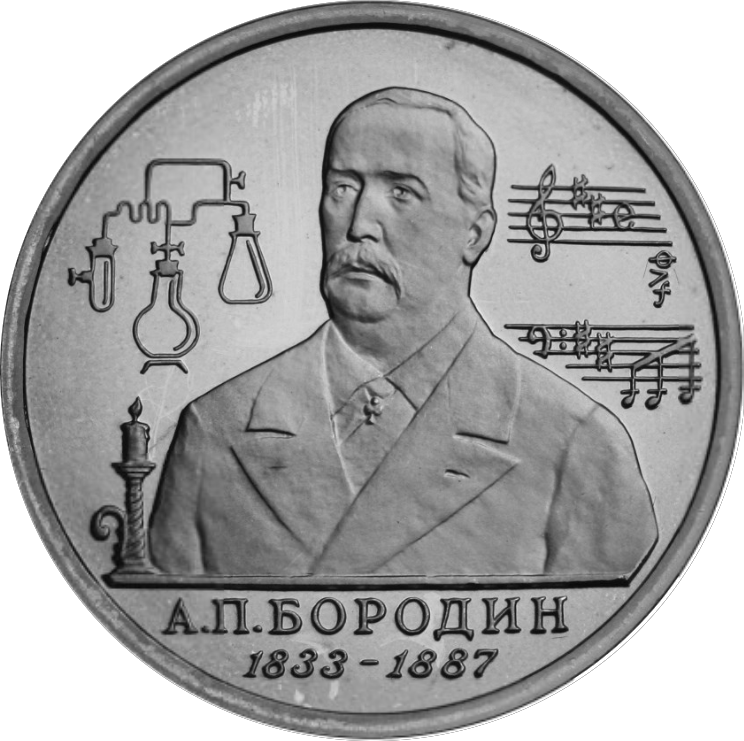
Moneda d'un ruble commemorant el 160è anniversari del naixement de Borodín

En la seva professió, Borodín va obtenir un gran respecte, sent particularment conegut pel seu treball sobre aldehids. Entre 1859 i 1862 Borodín va tenir una posició postdoctoral a la Universitat de Heidelberg. Va treballar al laboratori d'Emil Erlenmeyer treballant en derivats del benzè. També va passar temps a Pisa, treballant en hidrocarburs halogenats. Un experiment publicat durant 1862 va descriure la primera substitució nucleòfila del clor pel fluor en el clorur de benzoïl. L'halodescarboxilació radical dels àcids carboxílics alifàtics va ser demostrada per primera vegada per Borodín durant 1861 mitjançant la seva síntesi de bromur de metil a partir d'acetat de plata. No obstant això, van ser Heinz Hunsdiecker i la seva dona Cläre els qui van desenvolupar el treball de Borodín en un mètode general, pel qual se'ls va concedir una patent estatunidenca durant 1939, i que van publicar a la revista Chemische Berichte durant 1942. El mètode es coneix generalment com a reacció de Hunsdiecker o com a reacció de Hunsdiecker-Borodin.
Durant 1862, Borodín va tornar a l'Acadèmia Mèdica-Quirúrgica (ara coneguda com Acadèmia Mèdica Militar S. M. Kirov), i va acceptar una càtedra de química. Va treballar en l'autocondensació de petits aldehids en un procés conegut ara com la reacció aldòlica, el descobriment del qual s'atribueix conjuntament a Borodín i Charles Adolphe Wurtz. Borodín va investigar la condensació de l'aldehid de valeriana i l'heptanal, que va ser informat per von Richter durant l'any 1869. Durant 1873, va descriure el seu treball a la Societat Química Russa i va observar similituds amb els compostos recentment reportats per Wurtz.
Va publicar el seu últim article complet durant 1875 sobre les reaccions de les amides i la seva darrera publicació es refereix a un mètode per a la identificació de la urea a l'orina animal.
El seu successor com a professor de química de l'Acadèmia Mèdico-Quirúrgica va ser el seu gendre i company químic, Aleksandr Dianin.

### Afició musical
El 1869 Balàkirev va dirigir la primera simfonia de Borodín i en aquest mateix any va començar la composició de la seua segona simfonia. Encara que l'estrena russa d'aquesta última va ser un fracàs, Franz Liszt va aconseguir que fora interpretada en Alemanya el 1880 on va tenir bastant èxit, donant-li fama fora de Rússia.
També el 1869 va començar a treballar en la composició de la seua òpera El príncep Ígor, que és considerada per alguns la seua obra més important. Aquesta òpera conté les àmpliament conegudes Danses Polovotsianes, sent aquest un fragment comunament interpretat per si mateix, tant en la seua versió coral com orquestral. A causa de la gran càrrega de treball com a químic, l'òpera va quedar inconclusa al moment de la seua mort, sent completada posteriorment per Nikolai Rimski-Kórsakov i Aleksandr Glazunov.
Malgrat ser un compositor reconegut, Borodín sempre es va guanyar la vida com a químic. Com a resultat sempre es va considerar a si mateix un "compositor diumenger" i no va ser tan prolífic com altres compositors contemporanis.
Les seues obres inclouen el poema simfònic En les estepes de l'Àsia central, dos quartets de corda, cançons i peces per a piano, així com les ja esmentades simfonies 1 i 2 més una tercera incompleta al moment de la seua mort (amb 2 moviments completats per Glazunov).
Borodín va morir en Sant Petersburg el 27 de febrer de 1887 i va ser soterrat en el cementeri Tikhvin del monestir Aleksandr Nevski.

## Obra

### Simfonies
- Simfonia núm. 1
- Simfonia núm. 2
- Simfonia núm. 3

### Òperes
- Bogatyri (1867)
- L'esposa del tsar (1867-1868)
- Mlada (1872)
- El príncep Ígor (1869-1870)